# Омикрон Близнецов
Омикрон Близнецов (лат. ο Geminorum), 71 Близнецов (лат. 71 Geminorum) — одиночная звезда в созвездии Близнецов на расстоянии приблизительно 166 световых лет (около 51 парсека) от Солнца. Видимая звёздная величина звезды — +4,9m. Возраст звезды оценивается как около 1 млрд лет.

## Характеристики
Омикрон Близнецов — жёлто-белый гигант спектрального класса F3III. Радиус — около 3,7 солнечных, светимость — около 24 солнечных. Эффективная температура — около 6309 К.